# Melomys arcium
Melomys arcium is een knaagdier uit het geslacht Melomys dat voorkomt op Rossel, ten zuidoosten van Nieuw-Guinea. Deze soort is nauw verwant aan M. leucogaster, waarvan het tot voor kort als een ondersoort werd gezien.
M. arcium lijkt sterk op M. leucogaster: het is een grote soort met een witte buik. Hij heeft een lichtere rug dan M. caurinus en M. talaudium. De kop-romplengte bedraagt 153 tot 154 mm, de staartlengte 134 tot 142 mm en de achtervoetlengte 30 mm.